# Atrociraptor
Atrociraptor byl rod malého teropodního dinosaura z čeledi Dromaeosauridae, žijící v období pozdní svrchní křídy (asi před 68,5 miliony let) na území dnešní provincie Alberty (Kanada).

## Popis

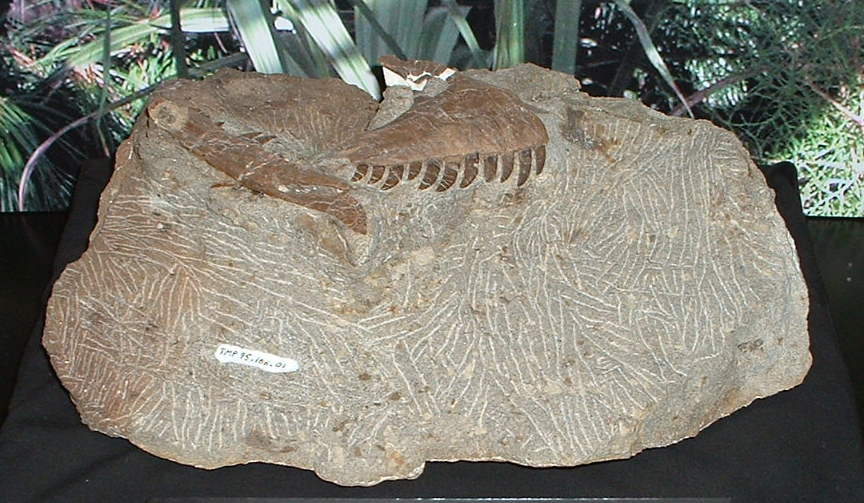
Fosilie horní čelisti atrociraptora.

Stejně jako ostatní příslušníci čeledi měl i tento dravec velké zahnuté drápy na druhém prstu zadní končetiny. Byl poměrně lehce stavěným dvounohým běžcem, podobným příbuznému rodu Velociraptor z Mongolska. Velmi hojné zkameněliny atrociraptorů jsou objevovány zejména v souvrství Horseshoe Canyon nedaleko města Drumheller. Tohoto predátora popsali v roce 2004 paleontologové Philip J. Currie a David Varricchio.
V roce 2010 odhadl Gregory S. Paul jeho délku na rovné dva metry a hmotnost přibližně na 15 kilogramů. Podobnou délku 1,8 metru odhadl i Thomas Holtz. Blízkým příbuzným tohoto malého dromeosaurida byl například rod Saurornitholestes, možná ale také rod Acheroraptor. Ve stejných ekosystémech žili také velcí draví tyranosauridi rodu Albertosaurus.

## V populární kultuře
Atrociraptor se objevuje ve filmu Jurský svět: Nadvláda z roku 2022.